# William E. Hull
William Edgar Hull (* 13. Januar 1866 in Lewistown, Illinois; † 30. Mai 1942 in Toronto, Kanada) war ein US-amerikanischer Politiker. Zwischen 1923 und 1933 vertrat er den Bundesstaat Illinois im US-Repräsentantenhaus.

## Werdegang
William Hull besuchte die öffentlichen Schulen seiner Heimat einschließlich der Lewiston High School. Danach absolvierte er das Illinois College in Jacksonville. Später wurde er Präsident der Firma Manito Chemical Co. Von 1898 bis 1906 war er Posthalter in Peoria. Gleichzeitig schlug er als Mitglied der Republikanischen Partei eine politische Laufbahn ein. In den Jahren 1916 und 1920 nahm er als Delegierter an den jeweiligen Republican National Conventions teil. Er war auch Vorstandsmitglied der Vereinigung zur Verbesserung der Fernstraßen in Illinois (Highway Improvement Association).
Bei den Kongresswahlen des Jahres 1922 wurde Hull im 16. Wahlbezirk von Illinois in das US-Repräsentantenhaus in Washington, D.C. gewählt, wo er am 4. März 1923 die Nachfolge von Clifford C. Ireland antrat. Nach vier Wiederwahlen konnte er bis zum 3. März 1933 fünf Legislaturperioden im Kongress absolvieren. In diese Zeit fiel im Jahr 1929 der Beginn der Weltwirtschaftskrise. 1932 wurde er von seiner Partei nicht mehr zur Wiederwahl nominiert.
Nach dem Ende seiner Zeit im US-Repräsentantenhaus nahm William Hull seine früheren Tätigkeiten wieder auf. Er starb am 30. Mai 1942 während eines Besuchs in Kanada in einem Krankenhaus in Toronto und wurde in seinem Geburtsort Lewistown beigesetzt.